# كليف شامبرز
كليف شامبرز (بالإنجليزية: Cliff Chambers)‏ هو لاعب كرة قاعدة أمريكي، ولد في 10 يناير 1922 في بورتلاند في الولايات المتحدة، وتوفي في 21 يناير 2012 في إيغيل في الولايات المتحدة.

## وصلات خارجية
- كليف شامبرز على موقعبيزبول رفرنس.كوم (الدوري الرئيسي) (الإنجليزية)